# Platygillellus smithi
Platygillellus smithi är en fiskart som beskrevs av Dawson 1982. Platygillellus smithi ingår i släktet Platygillellus och familjen Dactyloscopidae. Inga underarter finns listade i Catalogue of Life.